# Клувель, Элоди
Элоди́ Клуве́ль (фр. Elodie Clouvel; род. 14 января 1989, Saint-Priest-en-Jarez) — французская пятиборка, серебряный призёр летних Олимпийских игр 2016 года, чемпионка мира 2013 года в смешанной эстафете, участница летних Олимпийских игр 2012 года, чемпионка Франции 2015 года.

## Спортивная биография
На крупных международных соревнованиях среди взрослых Клувель стала выступать с 2009 года. В 2010 году Элоди стала бронзовой призёркой национального чемпионата. В том же году французская спортсменка стала третьей на молодёжном чемпионате мира. На следующий год выступила на всех этапах мирового Кубка, а по итогам финального Лондонского этапа впервые смогла попасть в десятку сильнейших, при этом она заняла 3-е место. На чемпионате мира 2011 года Клувель была близка к попаданию в число призёров, но по итогам финального раунда на 100 очков отстала от бронзовой медалистки Лауры Асадаускайте. В марте 2012 года Элоди впервые одержала победу на этапе Кубка мира, став первой на турнире в Рио-де-Жанейро.
В августе 2012 года Клувель приняла участие в летних Олимпийских играх в Лондоне. Из четырёх видов олимпийского пятиборья француженка успешно выступила лишь только в плавании, где показала третье время, однако во всех остальных видах Элоди была в числе последних. По результатам соревнований Клувель набрала 4768 очков и заняла итоговое 31-е место. Летом 2013 года Клувель стала пятой в личном первенстве на чемпионате мира, а в паре с Валентином Бело Элоди завоевала золото в смешанной эстафете.
2015 год стал для Клувель одним из самых успешных в карьере. В апреле француженка заняла второе место на этапе Кубка мира в венгерском Кечкемете, в августе Элоди заняла второе место на чемпионате Европы в индивидуальном первенстве, причём этот результат принёс Клувель лицензию на участие в летних Олимпийских играх 2016 года в Рио-де-Жанейро. В декабре того же года Клувель завоевала золото чемпионата Франции. В мае 2016 года Элоди завоевала серебряную медаль мирового первенства в Москве в индивидуальном первенстве.
На летних Олимпийских играх Клувель с первого этапа соревнований закрепилась в лидирующей тройке. В плавании Элоди всего 0,3 с. уступила россиянке Гульназ Губайдуллиной, а в фехтовании одержала 21 победу. После конной части соревнований Клувель закрепилась на второй позиции, уступая лишь польской пятиборке Октавии Новацкой. На заключительном этапе соревнований Клувель смогла опередить Новацкую, но пропустила вперёд австралийку Хлои Эспозито и стала серебряным призёром Игр. В сентябре 2017 года Клувель в составе сборной Франции стала чемпионкой мира среди военных. 4 марта 2018 года Элоди выиграла этап Кубка мира в Каире в личном зачёте и стала второй в эстафете. 30 июня 2019 года Клувель стала второй в финале Кубка мира в Токио, уступив лишь Лауре Асадускайте. На чемпионате мира 2019 года в Будапеште Клувель завоевала серебряную медаль в составе смешанной эстафеты, а в личном зачёте стала 6-й.

## Личная жизнь
- Отец — Паскаль — рекордсмен Франции в беге на 5000 метров, мать — Анник — чемпионка Франции в лёгкой атлетике.